# Львівська обласна бібліотека для дітей
Льв́івська обл́асна б́ібліотека дл́я діт́ей — це культурно-інформаційний заклад для дітей, підлітків, батьків та керівників дитячого читання. Бібліотека виконує функції науково-методичного та координаційного центру для бібліотек області, що обслуговують дітей та підлітків.

## Історія бібліотеки
Львівська державна обласна бібліотека для дітей та юнацтва розпочала свою роботу 9 травня 1940 року. Зі статистичного звіту бібліотеки за 1940 рік можна дізнатись, що книжковий фонд становив 16871 примірник, було записано 2135 читачів, працювало в бібліотеці 17 працівників. Першим директором бібліотеки був п. Грицин.
Період із 1944 по 1950 рік вважається періодом становлення бібліотеки як обласного методичного центру, центральної установи міста по бібліотечному обслуговуванню читачів. В той час бібліотека мала таку структуру: директор, методичний кабінет, відділ комплектування і обробки літератури, абонемент та читальний зал. Бібліотечний фонд збільшився до 19495 примірників. Недостатня кількість дитячої літератури в бібліотеках області спричинила створення і активну роботу пересувного фонду бібліотеки, що діяв з 1946 по 1950 рік.
У 50-х роках в бібліотеці закінчено створення систематичного читацького каталогу, побудований каталог назв, створена систематична картотека статей. Як нова форма роботи з читачами при бібліотеці почав працювати гурток художнього читання та літературно-творчий гурток.
У 1962 році відбувається реорганізація Львівської державної обласної бібліотеки для дітей і юнацтва в обласну бібліотеку для дітей. З 1969 року бібліотека має свій Статут, відповідно до якого стає не лише культосвітнім, виховним закладом, але й науковим інформаційним центром в галузі дитячої літератури. Фонди бібліотеки комплектуються не лише літературою, але й кіно-, фото-, фонодокументами, грамплатівками, діафільмами, слайдами.
Період з 1970 по 1985 рік характеризується бурхливим народженням розмаїття масових форм роботи з читачами, відкриваються нові гуртки.
У 1993 році бібліотека розпочала комп'ютеризацію. Народжується нова функція обласної бібліотеки: маркетингово-соціологічна. Проводяться соціологічні дослідження, робиться акцент на впровадження нововведень, інноваційних процесів в практику роботи бібліотек області.
З припиненням повноцінного фінансування бібліотеки згасає функція бібліотеки як центру МБА в галузі дитячої літератури, припинено роботу цього підрозділу в 1995 році.
У 1999 році змінилася структура бібліотеки, що передбачала створення нових відділів.
Грантом Міжнародного фонду «Відродження» «Дитяча Інтернет-журналістика», який виграла Державна бібліотека України для дітей, у 2001 році профінансовано придбання 1 комп'ютера і оплачено фіксований час виходу в Інтернет. У 2002 році бібліотека стала переможцем конкурсу LEAP — II «Інтернет для читачів публічних бібліотек» і отримала грант Посольства США в Україні на відкриття Інтернет-центру. У грудні 2002 року відкрито Інтернет-центр.
У 2000—2002 роках вирішити проблему наповнення фонду дитячими книгами в певній мірі допомагали державні програми «Бібліотечна серія» та «Програма соціально-значущих видань» (з 2007 р. — «Українська книга»).
На початку нового століття пріоритетною функцією в діяльності бібліотеки обрано освоєння інформаційного простору, становлення бібліотеки як провідного інформаційного центру для дітей. Відбулося значне оновлення комп'ютерного парку, придбання мультимедійного проектора.
У грудні 2003 року бібліотека відкрила в Інтернеті власну вебсторінку: www.lodb.org.ua.
За останні роки нового змісту набула інформаційно-бібліографічна робота. Завдяки цьому бібліотека стала авторитетною й у Львівській області, і серед бібліотечної громадськості України.
У 2006 і 2007 роках бібліотека стала переможцем Всеукраїнського конкурсу бібліотечних ідей з проектом «Львів читає дітям», що згодом вилився у створення щоденної телепередачі «Хатка Левенятка» на Львівському обласному телебаченні.
В останні роки відбувається реалізація цілої низки успішних проектів, пожвавились міжнародні зв'язки. Бібліотека є членом PZB – Польської спілки бібліотек, щороку бере участь у конференціях PZB, проводить активний обмін досвідом з бібліотеками країн ЄС (Польща, Литва, Словаччина, Румунія).
З 1 січня 2006 року в бібліотеці було запроваджено платні послуги. Для цього при відділі обслуговування читачів з'явився сектор обліку, який у 2019 році було трансформовано у сервісний центр.
З 2010 року на посаду директора бібліотеки призначено Лугову Ларису Анатоліївну, якій у 2009 році було присвоєно звання «Заслужений працівник культури України». 
Візія - Створення інноваційного бібліотечного простору, перетворення бібліотеки в багатофункціональний інформаційний, освітній, культурний і дозвіллєвий центр.
Місія - Бібліотека відкрита для кожної людини. Бібліотека надає вільний доступ до інформації та простір для набуття знань, спілкування, духовного збагачення або для втіхи та розваги. 
Цінності - унікальна атмосфера бібліотеки, в який працює команда професіоналів-однодумців, що сприяє безперервному навчанню дітей та дорослих, розвитку їх креативності; орієнтація на користувачів, сервіс, відповідальність та повага до кожного користувача, відкритість та доступність, позитивна філософія роботи з користувачами, розвиток та оперативне впровадження інновацій.
Вступаючи у нове тисячоліття, бібліотека поставила перед собою стратегічну мету: створення нового образу бібліотеки — бібліотеки майбутнього, сучасної, відкритої для всіх, модернізованої, зручної для користувачів.
У 2015 році бібліотеку нагороджено престижною бібліотечною премією EIFL (Electronic Information for Libraries). Премію установа отримала за проєкт Навчально-ігрова бібліотечна програма «Літерландія».
У 2017 році бібліотека була відзначена у п'ятірці найкращих міжнародного конкурсу IFLA Green Library Award 2017 за впровадження проєкту «Екобібліотека».
У 2021 році бібліотека долучилась до ініціативи "Насіннєві бібліотеки" та створила власну бібліотеку насіння.
5 квітня 2023 року на посаду директорки Львівської обласної бібліотеки для дітей було обрано Ольгу Конасову. Попередня її посада - завідуюча  відділом інформаційних технологій та електронних ресурсів. 
У 2023 році з'явилася четверта версія бібліотечного веб-сайту https://lodb.org.ua/ з новим 3D туром бібліотекою. 
У 2024 році створено сайт для бібліотекарів Леотека 4.0. 
В січні 2024 року Леотека вдруге стала володаркою престижної бібліотечної премії EIFL (Electronic Information for Libraries). Премію установа отримала за проєкт інформаційно-психологічної безпеки дітей та підлітків «П’ята стихія», який здійснювався за підтримки Відділу преси, освіти та культури Посольства США в Україні в партнерстві з Українською бібліотечною асоціацією.

## Організаційна структура
- Адміністрація
- Бухгалтерська служба
- Відділ комплектування фондів та каталогізування документів
- Відділ зберігання фондів
- Відділ обслуговування користувачів:  Сектор абонементів, Сектор читальних залів
- Відділ реклами та промоції бібліотеки
- Відділ інновацій та розвитку бібліотек
- Відділ інформаційних технологій: Сервісний центр, Інтернет — центр
- Відділ господарсько-технічного забезпечення

Кількість спеціалістів, котрі працюють в бібліотеці, становить 38 осіб. Всього працівників — 48.

## Фонди бібліотеки
На 01.01.2025 р. Бібліотечний фонд налічує 90885 примірників науково-пізнавальної, довідково-енциклопедичної, художньої літератури, періодичних, аудіовізуальних видань, електронних ресурсів.

## Довідково-пошуковий апарат
До 1994 року довідково-пошуковий апарат бібліотеки складався з генерального алфавітного каталогу, алфавітного та систематичного каталогів для читачів, існував ряд картотек (краєзнавча, тематична, назв художніх творів, нових надходжень, періодичних видань та ін.), які після створення електронного каталогу стали неактуальними і були розформовані.
До 2010 р. Довідково-пошуковий апарат бібліотеки складається з генерального алфавітного каталогу, електронного каталогу та двох картотек: картотеки персоналій та картотеки назв, але з 2010 року вони законсервовані.
У 2019 р. законсервовано генеральний алфавітний каталог. З 2020 р. всі довідково-пошукові функції виконує електронний каталог бібліотеки.

## Бібліотечне обслуговування
Обслуговування читачів є основним завданням бібліотеки. Однією із форм обслуговування є абонемент — пункт видачі, тобто робоче місце бібліотекаря, де він веде запис нових читачів, реєстрацію виданих користувачам і прийнятих від них документів. У бібліотеці працює 2 абонементи: для дошкільників і дітей молодшого шкільного віку та для дітей середнього і старшого шкільного віку. Відомості про літературу, що її видано читачам на абонементі, вносять до читацького формуляра, вказуючи: дату видачі, інвентарний номер, відділ, прізвище автора і заголовок видання. Працівники бібліотеки та користувачі розписуються за кожен примірник. Окрім пункту видачі, абонемент містить фонд відкритого доступу, виставки літератури. Відкритий доступ до фонду надає користувачам можливість безпосереднього самостійного пошуку і вибору літератури.
Читальний зал — спеціально обладнане приміщення для роботи з літературою безпосередньо у бібліотеці. Їх у Львівській обласній бібліотеці для дітей два. Основна перевага читальних залів полягає у можливості користуватись усім фондом бібліотеки, в тому числі енциклопедичними, довідковими, цінними і рідкісними виданнями. У читальних залах розміщуються тематичні книжкові виставки, проводяться масові заходи, ведеться гурткова робота бібліотеки. На кожного читача, який користується читальним залом, бібліотекар заводить читацький формуляр.
Важливою є робота з найменшими користувачами бібліотеки — дошкільнятами та учнями початкових класів. Зважаючи на особливості вікової категорії цієї групи, у бібліотеці було створено спеціальні куточки, своєрідні зони для ігор, а також відкрито бібліотеку іграшок — Ігротеку.
Найбільш дієвою формою роботи дитячої бібліотеки з популяризації літератури є книжкові виставки, що оновлюються кожного місяця. Найкращі з книжкових експозицій, що призначені для середніх і старших школярів, були описані в рекламно-методичному атласі «Книжкова виставка: від ідеї до втілення».
В бібліотеці створено комфортні умови для непідготовленого читача — немає необхідності у користуванні незрозумілими каталогами та картотеками, бо всю інформацію про наявність видання у фондах надають самі бібліотекарі, що значно економить час відвідувачів на пошук потрібного документа. Також немає необхідності замовляти документи наперед. При відсутності інформації на традиційних носіях, бібліотекарі використовують електронні видання, або надають користувачеві доступ до комп'ютера з підключенням до мережі Інтернет. В бібліотеці є доступ до безпровідного Інтернету, що подається через Wi-Fi маршрутизатор, тому кожен користувач ноутбука може скористатися безкоштовним Інтернетом.

## Будівлі бібліотеки
Основне приміщення бібліотеки розташоване за адресою: м. Львів, вул. Винниченка, 1.
Частина фонду зберігається у орендованих приміщеннях на вулицях Кониського, 1, Личаківській, 31 